# Fortaleza de São Miguel de Luanda
La Fortaleza de São Miguel de Luanda fue una fortaleza construida por los portugueses en Luanda, Angola, donde actualmente funciona el Museo Nacional de Historia Militar de Angola. Esta cerca del puente que conecta la Isla de Luanda con el continente. En su solar se construyó la primera fortificación de Luanda, un fuerte que recibió el nombre de Fuerte de São Paulo de Luanda, durante el gobierno de Paulo Dias de Novais. Los neerlandeses conquistaron la fortaleza en 1641, y la renombraron Fuerte Aardenburgh. Los portugueses la recuperaron en 1648. Luego de la recuperación, le cambiaron el nombre a São Miguel de Luanda, nombre que actualmente conserva.
En 1705, durante gobierno de Lourenço de Almada, empezó a contruirse en mampostería. Finalmente, bajo el gobierno de Francisco de Sousa Coutinho (1764-1772), concluyeron las obras.Los muros se consolidaron en piedra y cal en diferentes momentos, finalizando en el siglo XX.
Desde un punto de vista urbanístico, la fortaleza ha sido un referente para la organización del espacio de Luanda. Inicialmente, era el límite suroeste de la ciudad. Más tarde, alrededor de 1648, cuando la Barra da Corimba se colmató, la ciudad comenzó a desarrollarse hacia el lado norte, del otro lado de la colina, haciendo que la Fortaleza esté en el centro de la ciudad. Actualmente, el Museo Nacional de Historia Militar está instalado en la fortaleza.

## Historia
La construcción del fuerte fue ordenada por orden del primer gobernador de Angola, Paulo Dias de Novais, en 1575, es la primera estructura defensiva construida en Luanda y en Angola. La construyó para proteger la recién fundada Sao Paulo de Luanda.
Durante la Unión Ibérica, la ciudad de São Paulo de Luanda fue elevada al estatus de capital administrativa del Reino de Angola en 1627. Para su defensa se erigió una nueva fortificación, el fuerte de São Francisco do Penedo, que fue finalizada en 1634. 
Durante la guerra luso-portuguesa, el fuerte y la ciudad cayeron en manos de la Compañía Neerlandesa de las Indias Occidentales el 24 de agosto de 1641  Durante el período de la ocupación holandesa fue llamado Fuerte Aardenburgh.
El 15 de agosto de 1648, el fuerte volvió a manos  portuguesas por una expedición armada que partió de la Capitanía de Río de Janeiro, en Brasil, dirigida por Salvador Correia de Sá y Benevides.
En 1650, el gobernador Salvador Correia de Sá e Benevides presentó al Consejo de Ultramar los nuevos planos para la fortificación de Luanda, a cargo del ingeniero francés Pedro Pelique, que lo había traído de Río de Janeiro. El fuerte, que hasta la invasión holandesa se llamaba São Paulo, cambió su nombre por el de São Miguel, santo al que Salvador Correia de Sá era devoto.
Bajo el gobierno de Francisco de Távora (1669-1676) o posterior al de D. Lourenço de Almada, IX Conde de Avranches, como parte de las obras mandatarias de los sucesivos gobernadores, el fuerte fue reconstruido en mampostería, y fue rodeada por baluartes y dos cortinas. Bajo el gobierno de César Meneses (1697-1701) se construyó la casa de la pólvora dentro de la fortificación.
En 1846, el gobernador Pedro Alexandrino encargó al ingeniero mayor Francisco Xavier Lopes que inspeccionara la fortaleza. Se identificaron varios defectos que podrían comprometer la defensa en caso de combate. Entre ellos, que los baluartes no eran muy espaciosos, lo que limitaba las maniobras de las tropas. La casa del gobernador había sido construida de manera que impedía la comunicación entre las dos plazas fuertes. La fortaleza tenía 131 cañoneras.

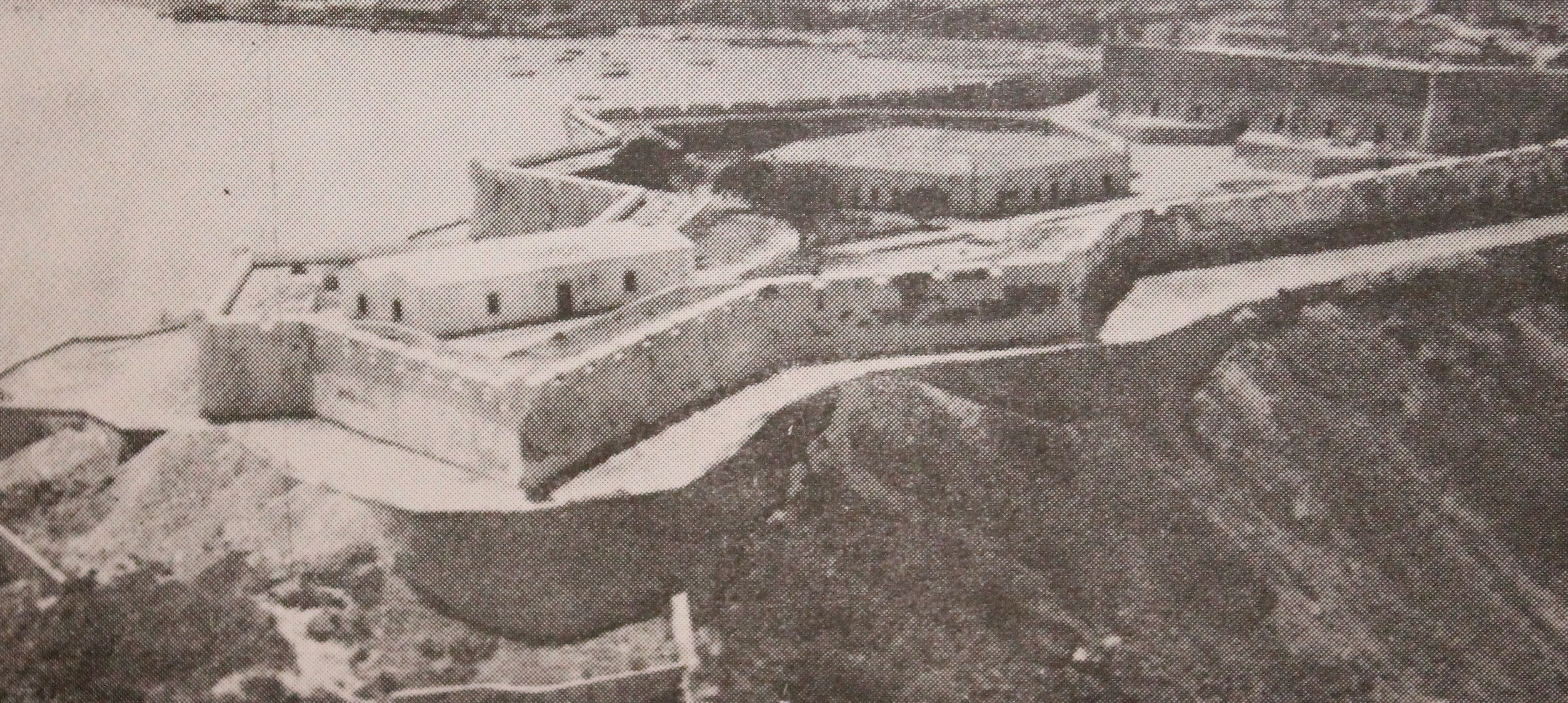
Fortaleza de San Miguel hacia 1846.

El Decreto del 15 de septiembre de 1876 instituyó el Depósito de Degradados de Angola, en las instalaciones de la fortaleza. Sin embargo, la institución recién comenzó a funcionar en 1881, y se realizaron algunas obras de adecuación para este fin, como la construcción de un edificio de dos plantas.
En el siglo XX, con la extinción del Depósito de Degredados, por Decreto del 8 de septiembre de 1938, del Ministro de Colonias Francisco José Vieira Machado, la fortaleza fue clasificada como Monumento Nacional por Decreto Provincial del 2 de diciembre del mismo año. Al año siguiente, se instaló allí el Museo de Angola.
En 1961, la fortaleza volvió a sus funciones militares, donde tenía su sede el Comando de las Fuerzas Militares portuguesas.
Después de la Independencia, en 1978, las dependencias de la fortaleza pasaron a albergar el Museo de las Fuerzas Armadas.
En 1995 sufrió intervenciones de conservación en el exterior del edificio.
Entre 2009 y 2013 se llevaron a cabo obras de rehabilitación en la fortaleza. Se construyó un espacio subterráneo de 1200 m², donde se instaló un auditorio, una galería y el panteón de los héroes. En la casamata central se restauraron los paneles de azulejos. Las antiguas bodegas albergaban un laboratorio, una sala de audiovisuales y una cafetería, además del área administrativa del museo. En la casa de la pólvora se instalaron salas de estudio y una biblioteca. En el exterior se construyó un parque de exposiciones donde se ubica la bandera del monumento.
Actualmente es una propiedad de titularidad estatal, está adscrito al Ministerio de Defensa y al Ministerio de Cultura de Angola.